# Estació de Perth
L'estació de Perth és una antena de ràdio ESTRACK per a les comunicacions amb naus espacials a l'espai exterior. Està ubicat al Perth International Telecommunications Centre al barri de Cullacabardee.
A la zona hi ha una antena de 15 metres de diàmetre que transmet en banda S i rep tant en banda X com S. Hi havia plans per actualitzar les transmissions en banda X en el 2004. També hi ha un equip de dades i seguiment de GPS (GPS Tracking and Data Facility).
La instal·lació s'utilitza per comunicar-se rutinàriament amb la nau espacial XMM-Newton. També s'utilitza durant les primeres fases d'òrbita (launch and early orbit phases o LEOP) de diversos llançaments de satèl·lits.
Les instal·lacions tenen la seva pròpia central elèctrica.